# 64 Angelina
64 Angelina è un asteroide della Fascia principale. Appartiene alla poco comune classe spettrale E.
Angelina fu scoperto il 4 marzo 1861 dall'astronomo Ernst Wilhelm Tempel, prolifico "cacciatore" di comete dell'osservatorio di Marsiglia. Fu il primo dei cinque pianetini da lui individuati.
Tempel battezzò il nuovo asteroide Angelina, in ricordo della stazione astronomica del Barone Franz Xaver von Zach, ubicata nei pressi di Marsiglia. La scelta di questo nome fu aspramente criticata dagli astronomi tedeschi e inglesi, in particolare John Herschel e George Airy, poiché non seguitava l'uso tradizionale delle figure mitologiche per le denominazioni dei pianetini.